# Pilar García Negro
Pilar García Negro nació el 9 de octubre de 1953 en Lugo, es una política, escritora, sociolingüista y profesora gallega.

## Biografía
Estudió Filología Hispánica y Filología Gallega en la Universidad de Santiago de Compostela. Fue profesora de lengua española en el Instituto Eusebio da Guarda de La Coruña entre 1976 y 1985 y en A Sardiñeira entre 1985 y 1990. Siempre ha dado clases de lengua en gallego, hecho que le valió la apertura de un expediente sancionador en 1983. Desde 1991 es profesora en la Universidad de La Coruña (UDC). Ha colaborado con la sección O idioma en el seminario A Nosa Terra, desde marzo de 1978 hasta agosto de 1979 y con posterioridad en Lecciones de Literatura y de Lengua con Xosé Maria Dobarro de 1979 hasta 1980.
Pilar García Negro ha intervenido en numerosos congresos nacionales e internacionales sobre sociolingüística, lenguas europeas no normalizadas, literatura gallega y feminismo, y ha publicado ediciones y estudios sobre Rosalía de Castro, Valentín Lamas Carvajal, Emilia Pardo Bazán, Castelao, Xesús San Luis Romero, Ramón Villar Ponte, Eduardo Blanco Amor, Ricardo Carvalho Calero, Jenaro Marinhas del Valle, Manuel María, Maria Xosé Queizán, Lois Diéguez, Marica Campo o Pilar Pallarés.
Ha sido presidente de la Asociación Cultural Alexandre Bóveda da Coruña entre 1983 y 1988 y diputada en el Parlamento de Galicia por BNG entre 1989 y 2003.

## Obra
- 33 aproximacións á literatura e á língua galega (1984, 1990), en colaboración con Xosé Mª Dobarro.
- O galego e as leis. Aproximación sociolingüística (1991)
- Sempre en galego (1993, 1999)
- O ensino da língua: Por un cámbio de rumo (1995), en colaboración con Xoán Costa Casas.
- Poesia galega de Valentin Lamas Carvajal (1998)
- Direitos lingüísticos e control político (2000)
- Arredor de Castelao (2001).
- Rosalía Castro. Notas biográficas (2004) Edición, introducción y traducción de la obra original de Augusto González Besada, Ed. A Nosa Terra, Vigo.
- Confusión de María Balteira (2005) Edición y estudio introductorio de la obra de Marica Campo, Universidad de la Coruña.
- El caballero de las botas azules. Lieders. Las literatas (2006) Edición y estudio introductoria de tres obras de Rosalía de Castro, Sotelo Blanco Edicións, Santiago de Compostela.
- De fala a lingua: un proceso inacabado (2009) Laiovento, Santiago de Compostela.